# Bistum Ecatepec
Das Bistum Ecatepec (lat.: Dioecesis Ecatepecensis, span.: Diócesis de Ecatepec) ist eine in Mexiko gelegene römisch-katholische Diözese mit Sitz in Ecatepec de Morelos.

## Geschichte

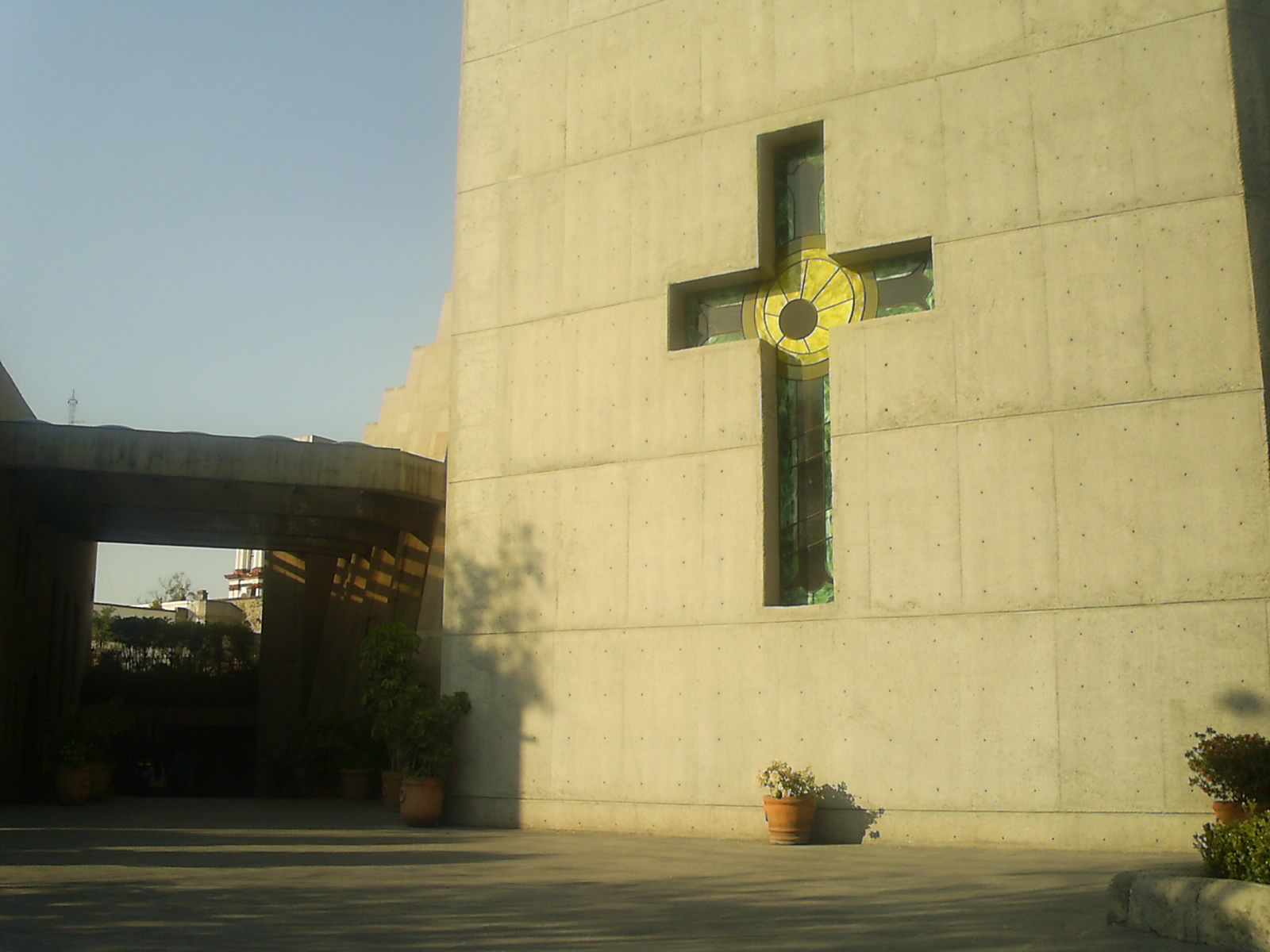
Catedral dal Sagrado Corazón de Jesús

Das Bistum Ecatepec wurde am 28. Juni 1995 durch Papst Johannes Paul II. mit der Apostolischen Konstitution Ad curam pastoralem aus Gebietsabtretungen des Erzbistums Tlalnepantla und des Bistums Texcoco errichtet und dem Erzbistum Tlalnepantla als Suffraganbistum unterstellt.

## Bischöfe von Ecatepec
- 1995–2012 Onésimo Cepeda
- 2012–2014 Oscar Roberto Domínguez Couttolenc MG, dann Erzbischof von Tulancingo
- seit 2024 Sedisvakanz